# Mogens Brøndsted
Mogens Holger Brøndsted (12. november 1918 i København – 11. maj 2006) var en dansk litteraturhistoriker, søn af Johannes Brøndsted.